# Bulbostylis splendens
Bulbostylis splendens là một loài thực vật có hoa trong họ Cói. Loài này được M.T.Strong mô tả khoa học đầu tiên năm 1996.